# Opio (película de 1949)
Opio es una película de crimen mexicana de 1949 dirigida por Ramón Peón y protagonizada por Carolina Barret, Chela Castro y Rosita Quintana.
Los decorados de la película fueron diseñados por Ramón Rodríguez Granada.

## Argumento
Un médico se ve envuelto en el mundo del opio, lo que lleva a una serie de eventos trágicos que afectan su vida personal y profesional.

## Reparto
- Carolina Barret
- Chela Castro
- Tito Junco
- Héctor Mateos
- Gelacio Ponce
- Juan Pulido
- Rosita Quintana
- Titina Romay
- Fanny Schiller
- Domingo Soler
- Eduardo Vivas
- Mazando Yamada